# Ana Ligia Mixco Sol de Saca
Ana Ligia Mixco Sol de Saca (nacida el 1 de diciembre de 1961) es una empresaria salvadoreña que se desempeñó como primera dama de El Salvador del 2004 a 2009. Es la esposa del expresidente Antonio Saca.
Mixco, hija de Ana María Sol de Mixco y José Mauricio Mixco Orellana, nació el 1 de diciembre de 1961, en Santa Tecla, La Libertad, El Salvador. Asistió al Colegio Fátima para la escuela primaria antes de estudiar en el Centro Berkely. En 1982 representó al Departamento de La Libertad como concursante del certamen de Miss El Salvador.
Conoció a Antonio Saca el 11 de enero de 1988. La pareja se casó el 11 de agosto de 1989 y tuvo tres hijos: Gerardo Antonio, José Alejandro y Christian Eduardo. En 1993, ella y su esposo cofundaron Grupo SAMIX, una empresa de medios, y Mixco fue vicepresidenta de SAMIX.
En 2006, la primera dama Ana Ligia Mixco de Saca fue presidenta honoraria del comité organizador de los Juegos Latinoamericanos de las Olimpiadas Especiales, que se llevaron a cabo en San Salvador del 28 de marzo al 2 de abril de 2006. Esta fue la primera vez que las Olimpiadas Especiales se llevaron a cabo en América Latina.
El 5 de enero de 2021, tanto Ana Ligia de Saca como su esposo, quien ya cumplía una condena de 10 años de prisión tras declararse culpable en septiembre de 2018 de dos cargos de corrupción, fueron declarados culpables de enriquecimiento ilícito y se les ordenó reembolsar al gobierno de El Salvador 4,4 millones de dólares. El 4 de junio de 2021, Ana Ligia de Saca y su hermano Oscar Edgardo Sol Mixco serían condenados a 10 años de prisión por lavado de dinero El viernes y se le ordenó devolver 17,6 millones de dólares al gobierno de El Salvador.